# Kanton Cambrai-Ouest
Cambrai-Ouest is een voormalig kanton van het Franse Noorderdepartement. Het kanton maakte deel uit van het arrondissement Cambrai. In maart 2015 werd het kanton opgeheven en ging het in zijn geheel op in een nieuw kanton Cambrai.

## Gemeenten
Het kanton Cambrai-Ouest omvatte de volgende gemeenten:
- Abancourt
- Aubencheul-au-Bac
- Bantigny
- Blécourt
- Cambrai (deels, hoofdplaats)
- Cuvillers
- Fontaine-Notre-Dame
- Fressies
- Haynecourt
- Hem-Lenglet
- Neuville-Saint-Rémy
- Paillencourt
- Proville
- Raillencourt-Sainte-Olle
- Sailly-lez-Cambrai
- Sancourt
- Tilloy-lez-Cambrai